# Hemirhagerrhis viperina
Hemirhagerrhis viperina — вид змій родини піщаних змій (Psammophiidae). Мешкає в Анголі і Намібії.

## Поширення і екологія
Hemirhagerrhis viperina мешкають на південному заході Анголи та на південному заході Намібії. Вони живуть в сухих саванах і чагарникових заростях, де трапаляються в тріщинах серед скель, на висоті від 700 до 2000 м над рівнем моря. Ведуть денний і присмерковий спосіб життя. Живляться геконами.